# Wilhelm Liebknecht
Wilhelm Liebknecht, døbt Wilhelm Philipp Martin Christian Ludwig Liebknecht (29. marts 1826 Gießen – 7. august 1900, Charlottenburg, Berlin) var en tysk socialdemokrat, var sammen med August Bebel en af grundlæggerne af SPD i 1863, han var også medlem af Anden Internationale. Medlem af den tyske rigsdag mellem 1874 og 1900. Han var blandt andet far til Karl Liebknecht og Theodor Liebknecht.
På grund af deres modstand mod den Fransk-preussiske krig i 1870-1871 og deres solidaritet med Pariserkommunen blev August Bebel og Wilhelm Liebknecht i 1872 blevet dømt for højforræderi og afsonede 2 års fængsel.
Ved hans begravelse blev han fulgt af omkring 50.000 mennesker, han er begravet på Zentralfriedhof Friedrichsfelde.